# Les Tourrettes
Les Tourrettes è un comune francese di 962 abitanti situato nel dipartimento della Drôme nella regione dell'Alvernia-Rodano-Alpi.

## Società

### Evoluzione demografica
Abitanti censiti